# Allochthonius opticus
Allochthonius opticus es una especie de arácnido  del orden Pseudoscorpionida de la familia Chthoniidae. Presenta las subespecies:
- Allochthonius opticus coreanus
- Allochthonius opticus opticus
- Allochthonius opticus troglophilus

## Distribución geográfica
Se encuentra en Japón.